# 도화선 (영화)
《도화선》(導火綫, Flash Point)은 홍콩에서 제작된 엽위신 감독의 2007년 액션 영화이다. 견자단 등이 주연으로 출연하였고 견자단 등이 제작에 참여하였다.
《도화선》은 2007년 8월 9일 홍콩에서 개봉되었다. 복합적인 평가에도 불구하고 중국에서 극장 상영한지 2달 간 박스 오피스를 히트쳤다. 도화선은 2008년 3월 14일 북아메리카에 제한적으로 극장 개봉되었으며 이후 와인스틴 컴퍼니에 의해 DVD로 출시되었다.

## 출연

### 주연
- 견자단
- 예성
- 고천락
- 판빙빙

### 조연
- 여량위
- 정칙사
- 석행우
- 임국빈

## 기타
- 프로듀서: 유크-램 팡
- 프로듀서: 에디 웡
- 미술: 맥국강
- 무술연출: 견자단